# Afrikatag (Religion)
Als Afrikatag wird in der katholischen Kirche seit über hundert Jahren der 6. Januar begangen. An diesem Tag werden weltweit Spenden für Afrika, speziell für die Ausbildung und Förderung von Priestern, Ordensleuten und Katecheten, gesammelt. 
Diese Afrika-Kollekte wurde erstmals am 6. Januar 1891 auf Wunsch von Papst Leo XIII. durchgeführt, der damit Gelder zur Unterstützung des Kampfes gegen die Sklaverei in Afrika sammeln wollte. Es ist der älteste Tag einer gesamtkirchlichen Missionskollekte der katholischen Kirche. Der Tag der Erscheinung des Herrn wurde gewählt, weil Afrika in der Gestalt des schwarzen Königs seit ältester Zeit in der Tradition sichtbar vertreten ist.
Jeweils im Januar ruft das Internationale Katholische Missionswerk missio in Deutschland am „Afrikatag“ in Gottesdiensten zur Unterstützung kirchlicher Ausbildungsprojekte in Afrika auf. Zwischen dem 1. und 15. Januar finden in allen deutschen Diözesen die Kollekten zum Afrikatag statt.
Mit den Erlösen aus den Kollekten fördert missio Aachen vorrangig Aus- und Weiterbildungsprojekte kirchlicher Mitarbeiter vor Ort. Dafür wurden beim Afrikatag 2021 mehr als 700.000 Euro gespendet.
Die Journalistin Gundula Gause engagiert sich seit 2002 als Schirmherrin für den Afrikatag des Katholischen Missionswerks missio.